# Grünstirn-Lanzettschnabel
Der Grünstirn-Lanzettschnabel (Doryfera ludovicae) ist eine Vogelart aus der Familie der Kolibris (Trochilidae). Die Art hat ein großes Verbreitungsgebiet, das sich über die Länder Costa Rica, Panama, Kolumbien, Venezuela, Ecuador, Peru und Bolivien erstreckt. Der Bestand wird von der IUCN als „nicht gefährdet“ (least concern) eingeschätzt.

## Merkmale
Der Grünstirn-Lanzettschnabel erreicht eine Körperlänge von 10,4 cm bei einem Gewicht von 5,7 g. Der gerade, leicht nach oben gebogene Schnabel ist 3,6 cm lang. Das Männchen hat einen grün glitzernden vorderen Oberkopf, der Rest des Oberkopfes ist rötlich kupferfarben. Der Rücken ist schwarzbronzegrün mit einer bläulichen Tönung am Bürzel.  Die Unterseite ist rußig grau und nur vage grün gefärbt. Der abgerundete blauschwarze Schwanz ist an den äußeren Ecken nur leicht grau gepunktet. Die Färbung des Weibchens wirkt insgesamt trüber als beim Männchen mit einem bronzegrünen Oberkopf. In beiden Geschlechtern wirkt der Kopf bräunlich, was sich von der Farbe des vorderen Oberkopfs deutlich abhebt.

## Verhalten
Oft sitzen Grünstirn-Lanzettschnäbel auf Ästen und richten den Schnabel nach oben. Meist fliegen sie in rascher Folge die Blüten der mittleren Straten nacheinander an, die sie dann regelmäßig immer wieder aufsuchen (Traplining). Gelegentlich führt sie die Futtersuche aber auch in die höheren Baumkronen. Sie bevorzugen dabei Gebüsch mit hängenden Blütenrohren wie Heidekrautgewächse und Misteln, vor denen sie schwirren, ohne sich festzuklammern. In Costa Rica wurde ein äußerst territoriales Verhalten im Kampf um die Nahrungsquellen beobachtet.

## Fortpflanzung
Das kelchförmige Nest bauen Grünstirn-Lanzettschnäbel aus Farnschuppen, Moosen und Spinnweben, die sie an Wurzeln oder innerhalb von Moos an Felsvorsprüngen oder dunklen Schluchten bauen.

## Lautäußerungen
Bei der Nahrungssuche geben Grünstirn-Lanzettschnäbel zwei bis drei stoßweise piepsige, staccatoartige Laute von sich.

## Verbreitung und Lebensraum
Grünstirn-Lanzettschnäbel kommen nur vereinzelt in feuchten, moosigen Bergwäldern vor. In Venezuela findet man sie fast ausschließlich ca. 20 km von Mérida entfernt in Höhenlagen zwischen 1600 und 2200 Metern. In Kolumbien sind sie an allen drei Andenbergketten in Höhen zwischen 900 und 2700 Metern zu finden. Am häufigsten kommen sie im Nationalpark Cueva de los Guácharos vor. In Ecuador findet man sie meist in Höhenlagen zwischen 1100 und 1700 Metern. Hier kommen sie in den Ost- und Westanden vor, allerdings im Westen nur südlich bis in die Provinz Cotopaxi. Lange wurde die Subspezies in Ecuador als Doryfera ludovicae rectirostris betrachtet, bis sie John Todd Zimmer 1950 als Synonym zur Nominatform klassifizierte. In Peru kommt sie in den Ostanden und deren Ausläufern in Höhen zwischen 800 und 2850 Metern vor.

## Unterarten

Verbreitungsgebiet des Grünstirn-Lanzettschnabels

Von der Art sind bisher zwei Unterarten bekannt.
- Doryfera ludovicae veraguensis Salvin, 1867[8] – Diese Unterart kommt in Costa Rica und dem Westen Panamas vor. Der vordere Oberkopf ist deutlich dunkler, der Schnabel etwas länger und die Unterseite deutlich schwärzer als in der Nominatform.[9]
- Doryfera ludovicae ludovicae (Bourcier & Mulsant, 1847)[10] – Die Nominatform ist im Osten Panamas, in Kolumbien und dem Westen Venezuelas bis in den Nordwesten Boliviens verbreitet.

Doryfera rectirostris Gould, 1861 und Doryfera ludovicae grisea Carriker Jr, 1935 gelten heute als Synonyme für die Nominatform.

## Etymologie und Forschungsgeschichte
Jules Bourcier und Étienne Mulsant beschrieben den Grünstirn-Lanzettschnabel unter dem Namen Trochilus ludovicae. Das Typusexemplar stammte aus der Republik Neugranada. 1847 führte John Gould die Gattung Doryfera für den Grünstirn-Lanzettschnabel und den Blaustirn-Lanzettschnabel (Doryfera johannae (Bourcier, 1847)) ein. Dieser Name leitet sich von den griechischen Wörtern δόρῠ, δόρᾰτος dóry, dóratos für „Speer“ und φέρω phérō für „tragen“ ab. Der Artname ludovicae ist Louise Geoffroy Saint-Hilaire (1809–1855) geb. Blacque-Belair gewidmet. Veraguensis bezieht sich auf die Provinz Veraguas, die Gegend, in der Enrique Arée das Typusexemplar gesammelt hatte. Rectirostris leitet sich von den lateinischen Wörtern rectus, regere für „gerade, gerade richten“ und -rostris, rostum für „-schnäblig, Schnabel“ ab. Grisea stammt vom lateinischen griseum, griseus, grisius für „grau“ ab.

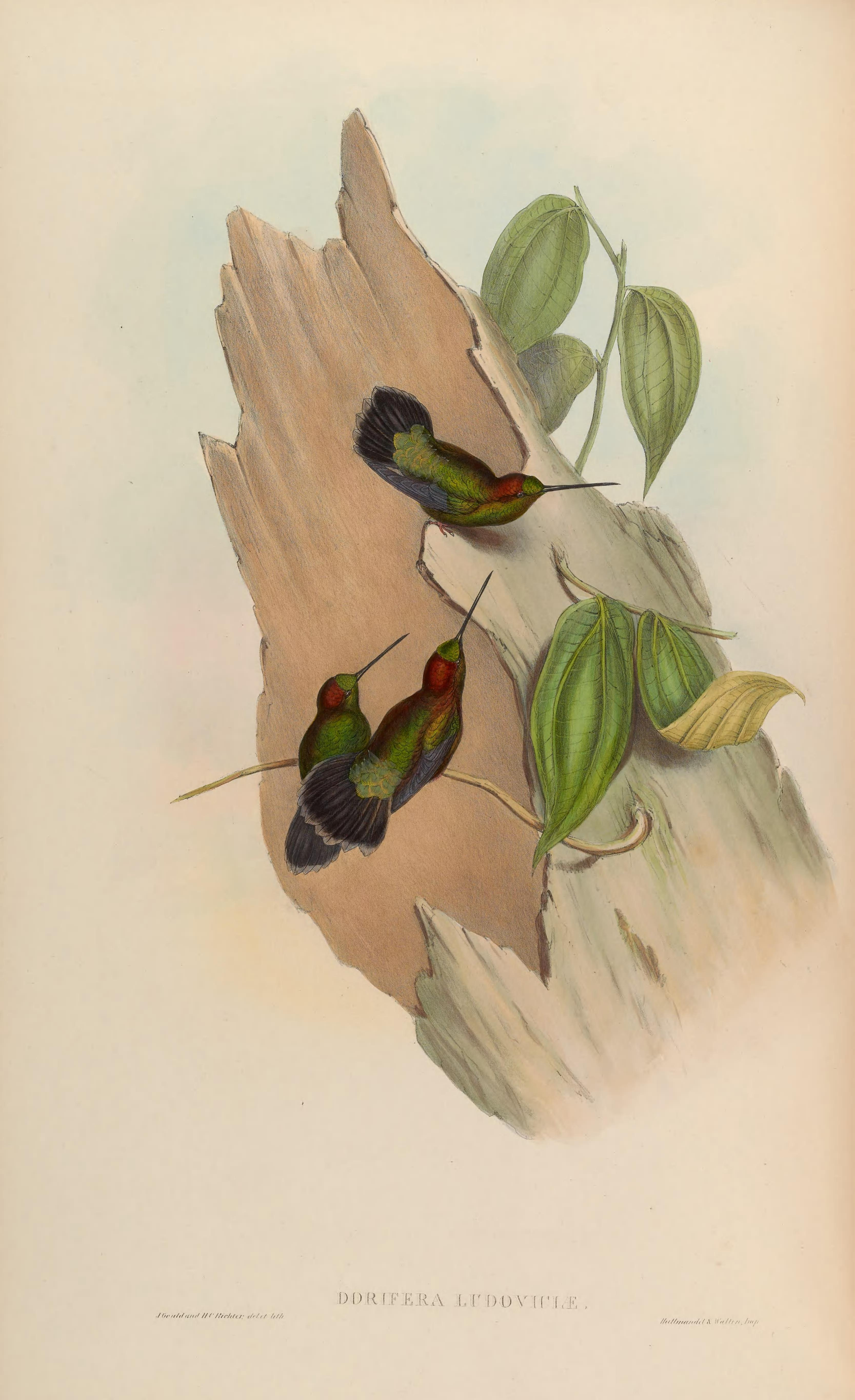
Doryfera ludoviciae ludoviciae illustriert von John Gould und Henry Constantine Richter
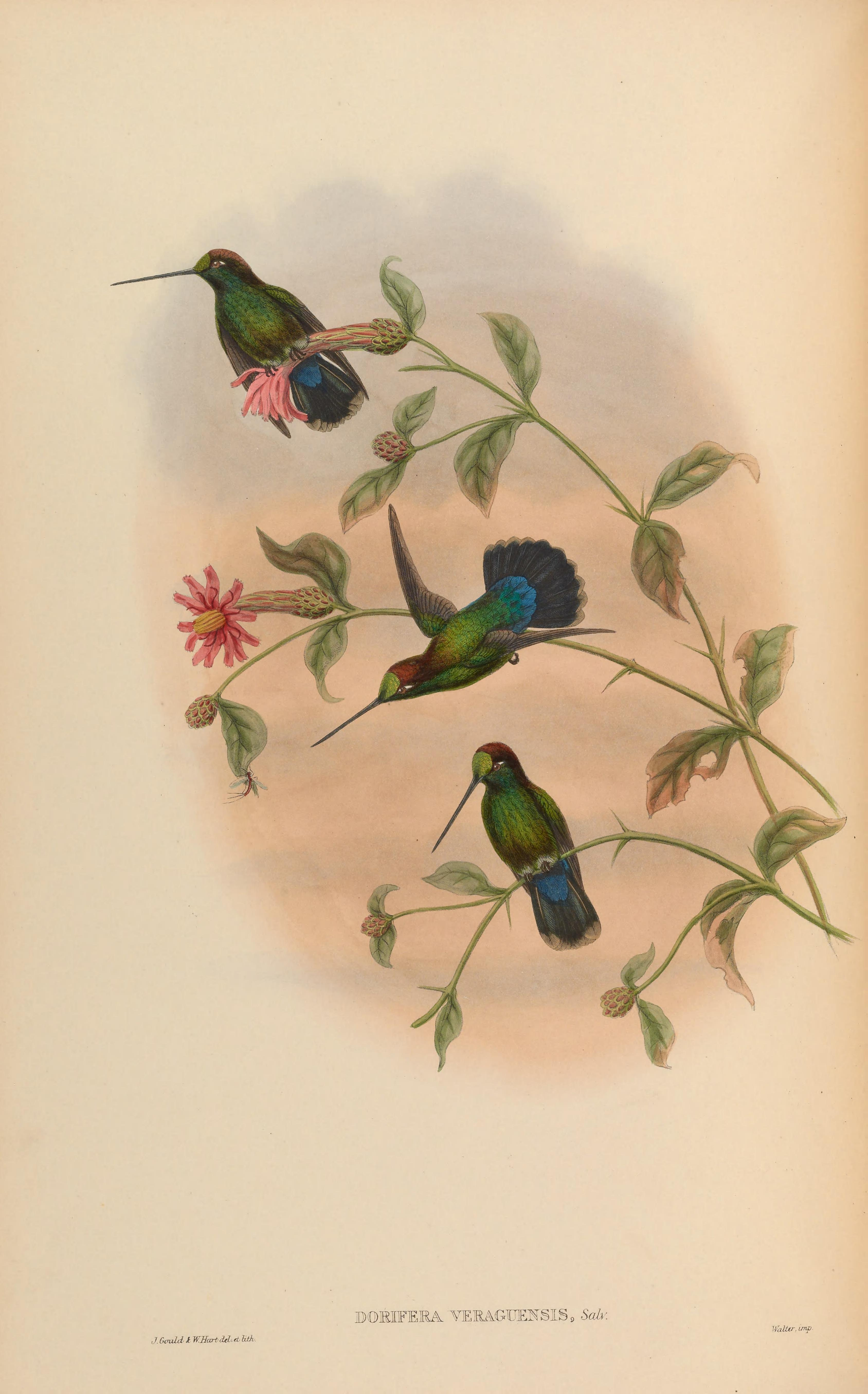
Doryfera ludovicae veraguensis illustriert von John Gould und William Matthew Hart